# Parafia św. Serafina z Sarowa w Bruges
Parafia św. Serafina z Sarowa – parafia w eparchii chersoneskiej Rosyjskiego Kościoła Prawosławnego w Bruges. Jest to parafia etnicznie rosyjska.

## Historia

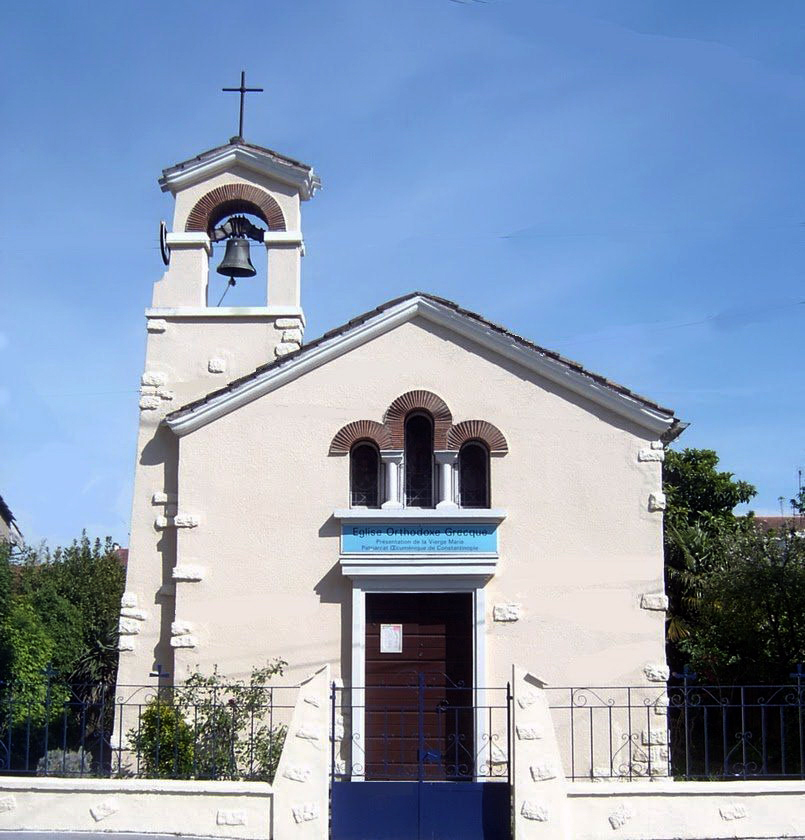
Cerkiew św. Mikołaja w Bordeaux

Parafia została erygowana w 2003 r. w składzie eparchii chersoneskiej Rosyjskiego Kościoła Prawosławnego. Ponieważ wspólnota nie dysponowała własną świątynią, nabożeństwa odbywały się w cerkwi św. Mikołaja w Bordeaux, podlegającej Greckiej Metropolii Francji.
Na początku 2015 r. na zalecenie arcybiskupa Bordeaux, kardynała Jeana-Pierrа Ricarda, katolickie Zgromadzenie Sióstr św. Marty w Bordeaux przekazało w darze lokalnej społeczności Rosyjskiej Cerkwi Prawosławnej budynek wcześniej zajmowanego przezeń kościoła katolickiego.
W ciągu roku wysiłkiem parafian prowadzono prace adaptacyjne.
3 czerwca 2016 r. biskup Nestor (Sirotienko) i przedstawiciele Zgromadzenia Sióstr św. Marty podpisali dokumenty o przekazaniu kościoła św. Hermana w mieście Bruges na własność parafii św. Serafina z Sarowa. W połowie czerwca 2016 r. w pozyskanej świątyni został umieszczony prawosławny ikonostas.